# Proquasimus
Proquasimus is een geslacht van kevers uit de familie  
kniptorren (Elateridae).
Het geslacht is voor het eerst wetenschappelijk beschreven in 1932 door Fleutiaux.

## Soorten
Het geslacht omvat de volgende soort:
- Proquasimus micros (Fairmaire, 1903)